# Akaki Zereteli

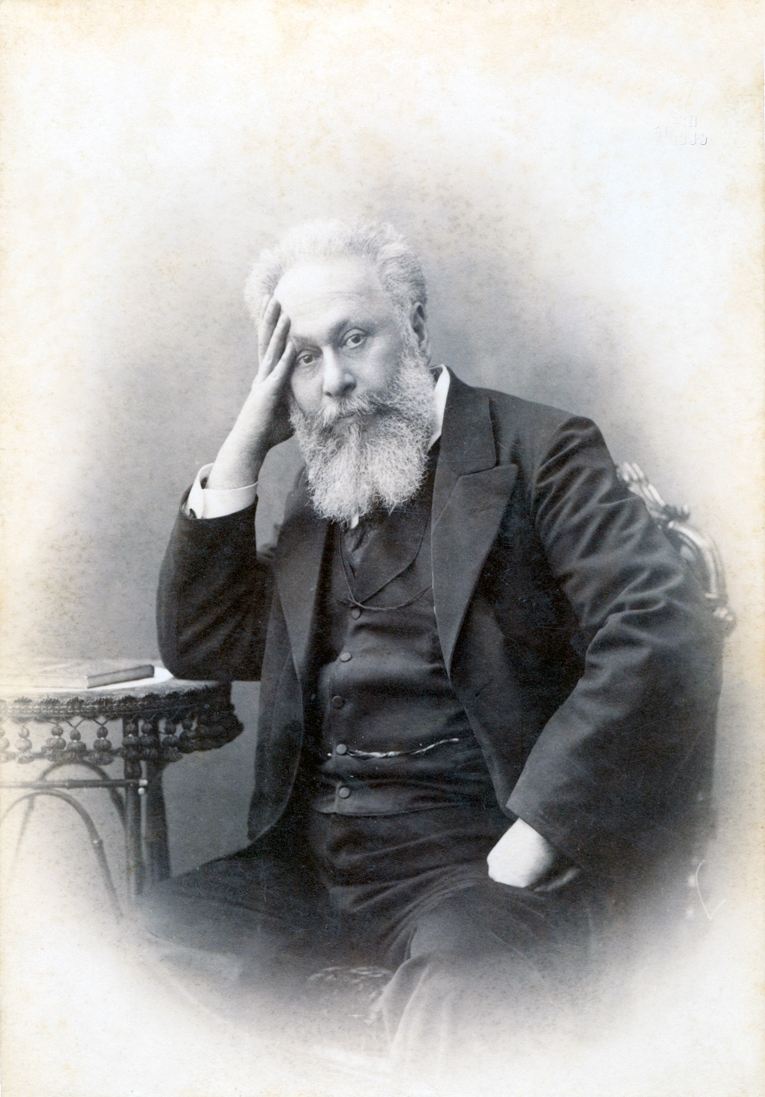
Akaki Zereteli

Fürst Akaki Zereteli (georgisch აკაკი წერეთელი; * 9. Juni 1840 in Schwitori, Russisches Kaiserreich; † 26. Januar 1915 in Satschchere, Russisches Kaiserreich) war ein georgischer Dichter und Politiker sowie eine der Leitfiguren der georgischen Nationalbewegung.

## Leben
Er stammte aus einer wohlhabenden Adelsfamilie. Die Mutter stammte aus dem imeretischen Königshaus. Bis zu seinem sechsten Lebensjahr wuchs er entsprechend der Tradition in einer Bauernfamilie auf. Er legte auf dem Georgischen Gymnasium in Kutaissi das Abitur ab. 1863 beendete er ein Studium der orientalischen Sprachen an der Universität Sankt Petersburg.
Zereteli war zunächst freier Autor, später Redakteur der Satirezeitschrift Jester und Mitbegründer der Gesellschaft zur Verbreitung der Lese- und Schreibkunde unter den Georgiern. Gemeinsam mit Ilia Tschawtschawadse Mitglied in der liberalen und sozialreformerischen Schriftstellervereinigung Tergdaleuni, wurde er einer der Wortführer im Kampf um Selbstbestimmung und Freiheit Georgiens.
Seine Gedichte (Suliko, Der Tutor, Tornike Eristavi), Erzählungen (Bashi-Achuki) und Theaterstücke (Gamzrdeli) widmeten sich historischen Themen und der Unfreiheit der georgischen Bauern. Sie machten ihn bereits zu Lebzeiten zu einem volkstümlichen Dichterfürsten. Im ersten georgischen Film 1912 war Zereteli der Hauptdarsteller. Es war ein Dokumentarfilm zu seinem 72. Geburtstag und zeigte ihn auf einer Reise durch Westgeorgien.
Er war mit der Russin Natalja Basilewskaja verheiratet. Nach seinem Tode wurde er auf dem heutigen Pantheon am Berg Mtazminda in Tiflis beigesetzt.
Die Staatliche Akaki-Zereteli-Universität Kutaissi trägt seinen Namen. Sein Porträt ist auf der Vorderseite des georgischen 10-Lari-Geldscheins abgebildet. Im Geburtshaus in Schwitori befindet sich ein Museum über das Leben des Schriftstellers.
Nach ihm wurde auch die Station Zereteli (Zeretlis Gamsiri) der Metro Tiflis benannt.

## Literatur

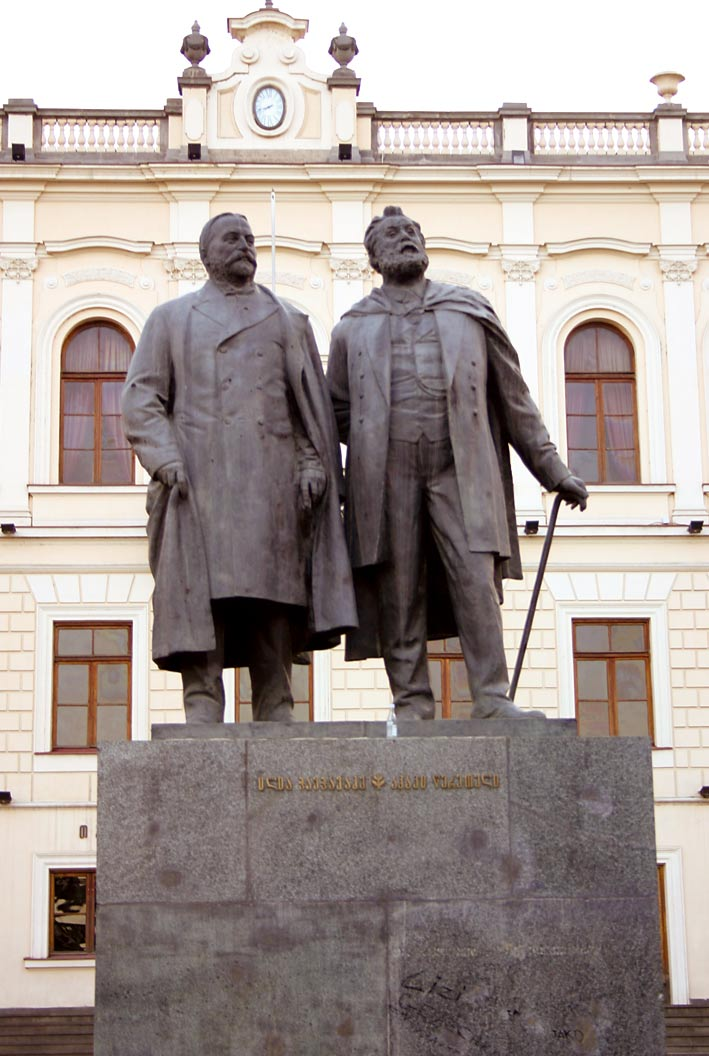
Denkmal Tschawtschawadse (l) und Zereteli (r) in Tiflis

## Werke
- Akaki R. Zereteli: Basi-Acuki/4 3000. Pk-Lehrdruckerei, Berlin 1944
- Akaki Cereteli: Gamzrdeli. namdvili ambavi. Nakaduli, Tbilisi 1957
- Akaki Cereteli: C'veni saunje. Rc'euli. Tbilisi 1960
- Akaki Cereteli: T'ornike Erist'avi. Nakaduli. Tbilisi 1971
- Akaki Cereteli: Basi-Ac'uki. Nakaduli. Tbilisi 1982
- Akaki R. Zereteli: Lirika. Merani, Tbilisi 1990
- Akaki Cereteli: Ert'oba c'vent'vis taxtia. Nakaduli, Tbilisi 1991, ISBN 5-525-00165-9
- Akaki Zereteli: Aus meinem Leben. Manesse Verlag, Zürich 1990 - ISBN 3-7175-8167-8